# Браун, Ник
Николас Хью «Ник» Браун (англ. Nicholas Hugh "Nick" Brown, родился 13 июня 1950 года) — британский политик, с 9 июня 1983 года член Парламента Великобритании от округа в Тайн и Уире от Лейбористской партии, открытый гей (камин-аут в 1998 году).

## Биография
Николас Браун окончил Манчестерский университет. В 1980 году был избран в городской совет Ньюкасла.
В период 1997—1998 — Парламентский секретарь казначейства.
В период 1997—1998 — Правительственный Главный организатор.
В период 1998—2001 — Министр сельского хозяйства, рыболовства и продовольствия в правительстве Тони Блэра.
В период 2007—2008 — Казначей Королевского двора.
В период 2008—2010 — Правительственный Главный организатор и Парламентский секретарь казначейства.